# Patryk Jaki
Patryk Tomasz Jaki (ur. 11 maja 1985 w Opolu) – lider grupy Europejskich Konserwatystów i Reformatorów w Parlamencie Europejskim, polski politolog i polityk, doktor nauk o bezpieczeństwie, wykładowca akademicki. Poseł na Sejm RP VII i VIII kadencji (2011–2019), poseł do Parlamentu Europejskiego IX i X kadencji (od 2019). Sekretarz stanu w Ministerstwie Sprawiedliwości (2015–2019), wiceprzewodniczący zgromadzenia Parlamentu Europejskiego i Państw Wschodu – Euronest (od 2019).

## Życiorys

### Młodość i wykształcenie
W 2009 ukończył studia politologiczne na Wydziale Nauk Społecznych Uniwersytetu Wrocławskiego. Ukończył także program ARGO Top Public Executive, który we współpracy z IESE Business School w Barcelonie organizowała Krajowa Szkoła Administracji Publicznej (2018) oraz szkolenie na Sam Houston State University w Huntsville. W 2019 obronił doktorat na Wydziale Bezpieczeństwa Narodowego Akademii Sztuki Wojennej. Prowadził zajęcia ze studentami Uniwersytetu Opolskiego w pracowni polityki bezpieczeństwa.
W 2003 wstąpił do Forum Młodych PiS. Pracował między innymi jako specjalista od marketingu w Międzynarodowej Wyższej Szkole Logistyki i Transportu. Publikował w czasopiśmie „Logistyka”. Był członkiem gabinetu politycznego wojewody opolskiego oraz asystentem eurodeputowanego Ryszarda Legutki, a także członkiem klubu „Gazety Polskiej” w Opolu. Objął funkcję wiceprezesa Stowarzyszenia „Stop Korupcji”.
W 2006 przystąpił do Platformy Obywatelskiej i z jej listy został wybrany po raz pierwszy do opolskiej rady miasta. Wkrótce po wyborach opuścił to ugrupowanie i ponownie związał się z Prawem i Sprawiedliwością. W 2009 ukończył studia politologiczne na Wydziale Nauk Społecznych Uniwersytetu Wrocławskiego. W 2010 uzyskał reelekcję w wyborach samorządowych; w tym samym roku objął funkcję przewodniczącego klubu radnych PiS.

### 2011–2016
W wyborach parlamentarnych w 2011 został liczbą 8911 głosów wybrany na posła z listy PiS. W Sejmie VII kadencji przystąpił do klubu parlamentarnego Solidarna Polska i został jego rzecznikiem prasowym. W marcu 2012 współtworzył partię o tej nazwie (także został jej rzecznikiem prasowym, zasiadając w zarządzie). Był pomysłodawcą i przewodniczącym komitetu obywatelskiej inicjatywy ustawodawczej mającej na celu zwiększenie liczby obowiązkowych lekcji historii w szkołach ponadgimnazjalnych.
Bez powodzenia kandydował w wyborach do Parlamentu Europejskiego w 2014, otrzymując 3084 głosy. W lipcu 2014 zasiadł w klubie poselskim Sprawiedliwa Polska, od marca 2015 działającym pod nazwą Zjednoczona Prawica (także został jego rzecznikiem). W 2015 z powodzeniem ubiegał się o poselską reelekcję (otrzymał 29 923 głosy).
18 listopada 2015 został sekretarzem stanu w Ministerstwie Sprawiedliwości, gdzie objął m.in. nadzór nad Służbą Więzienną, został również pełnomocnikiem ministra sprawiedliwości do spraw wdrożenia Systemu Dozoru Elektronicznego. Był autorem nowelizacji wprowadzającej zakaz odbierania dzieci rodzicom wyłącznie ze względu na złe warunki ekonomiczne i bytowe rodziny. Objął nadzór nad organizacją Muzeum Żołnierzy Wyklętych i Więźniów Politycznych PRL. W ramach Ministerstwa Sprawiedliwości został nadto przewodniczącym Zespołu ds. Ochrony Autonomii Rodziny i Życia Rodzinnego, a także przewodniczącym Rady Głównej do Spraw Społecznej Readaptacji i Pomocy Skazanym.

### Od 2017
Był pomysłodawcą utworzenia komisji weryfikacyjnej ds. reprywatyzacji, w latach 2017–2019 był jej członkiem i przewodniczącym. Nadzorował również prace nad nowelizacją ustawy o IPN, która wprowadzała karę więzienia za przypisywanie narodowi lub państwu polskiemu odpowiedzialności za zbrodnie popełnione przez nazistowskie Niemcy. Był także autorem ustawy zwiększającej ochronę nad zwierzętami, która została podpisana przez prezydenta RP 22 marca 2018
Z jego inicjatywy Opole zostało powiększone poprzez włączenie w jego granice części sołectw z podopolskich gmin. Decyzję tę podjęto, nie biorąc pod uwagę protestów mieszkańców przyłączanych sołectw (w konsultacjach ponad 90% głosujących było im przeciwnych). Rada Ministrów przyjęła projekt (który wszedł w życie z początkiem 2017 roku) 19 lipca 2016.
Patryk Jaki jest autorem ustawy o rejestrze sprawców przestępstw na tle seksualnym w Polsce, który od 1 października 2017 jest dostępny na stronie ms.gov.pl, a także inicjatorem programu rządowego Praca dla więźniów, który o 50% zwiększył zatrudnienie skazanych. Był również przewodniczącym Rady Polityki Penitencjarnej oraz twórcą reformy systemu Służby Więziennej, który przeprowadził ustawę modernizacyjną w tym zakresie. Jest też autorem reformy komorniczej, która weszła w życie z początkiem 2019 roku. Reforma wprowadza m.in. wzmocnienie nadzoru nad komornikami, a także wprowadzenie obowiązku nagrywania czynności egzekucyjnych prowadzonych w terenie.
Na Uniwersytecie Opolskim prowadził zajęcia z przedmiotu „Bezpieczeństwo Państwa”.
26 kwietnia 2018 został nominowany na kandydata Prawa i Sprawiedliwości w wyborach samorządowych w 2018 na prezydenta Warszawy. Podczas debaty telewizyjnej 12 października 2018 zadeklarował rezygnację z członkostwa w Solidarnej Polsce. W październikowym głosowaniu przegrał w I turze ze swoim konkurentem Rafałem Trzaskowskim, zdobywając 28,53% (254 324) głosów. Startował w wyborach do Parlamentu Europejskiego w maju 2019 z trzeciego miejsca w okręgu małopolsko-świętokrzyskim, jako kandydat Solidarnej Polski listy Prawa i Sprawiedliwości. 4 czerwca 2019 złożył rezygnację z funkcji sekretarza stanu w Ministerstwie Sprawiedliwości. 13 września tego samego roku ponownie został członkiem Solidarnej Polski (w maju 2023 przemianowanej na Suwerenną Polskę).
Na wniosek Rafała Gawła, 9 listopada 2023 Parlament Europejski pozbawił europosła immunitetu w związku z wytoczonym procesem. Rafał Gaweł zarzucił mu przestępstwa w związku z postem opublikowanym w mediach społecznościowych podczas kampanii wyborczej PiS przed wyborami samorządowymi w 2018, których dopuścić się miał, lajkując spot wyborczy PiS, dotyczący napływu nielegalnych imigrantów spoza Europy.
W związku z chorobą Zbigniewa Ziobry w grudniu 2023 przejął czasowo obowiązki przewodniczącego prezydium Suwerennej Polski. W wyborach do Parlamentu Europejskiego w czerwcu 2024 uzyskał reelekcję, zdobywając 266 246 głosów. W październiku tego samego roku wprowadził Suwerenną Polskę w struktury PiS, w którym objął funkcję wiceprezesa. W grudniu 2024 wybrany współprzewodniczącym frakcji Europejskich Konserwatystów i Reformatorów w PE.

## Wyniki wyborcze
| Wybory | Komitet wyborczy                      | Komitet wyborczy                  | Organ                              | Okręg            | Wynik          |
| ------ | ------------------------------------- | --------------------------------- | ---------------------------------- | ---------------- | -------------- |
| 2006   |                                       | Platforma Obywatelska RP          | Rada Miasta Opola V kadencji       | nr 5             | 342 (4,64%)    |
| 2010   |                                       | Prawo i Sprawiedliwość            | Rada Miasta Opola VI kadencji      | nr 4             | 817 (11,31%)   |
| 2011   | Sejm VII kadencji                     | Prawo i Sprawiedliwość            | nr 21                              | 8911 (2,79%)     |                |
| 2014   |                                       | Solidarna Polska Zbigniewa Ziobro | Parlament Europejski VIII kadencji | nr 12            | 3084 (0,47%)   |
| 2015   |                                       | Prawo i Sprawiedliwość            | Sejm VIII kadencji                 | nr 21            | 29 923 (8,85%) |
| 2018   | Prezydent miasta stołecznego Warszawy | Prawo i Sprawiedliwość            | –                                  | 254 324 (28,53%) |                |
| 2019   | Parlament Europejski IX kadencji      | Prawo i Sprawiedliwość            | nr 10                              | 258 366 (14,84%) |                |
| 2024   | Parlament Europejski X kadencji       | Prawo i Sprawiedliwość            | nr 11                              | 266 246 (19,99%) |                |

## Poglądy
Patryk Jaki deklaruje się jako zwolennik kary śmierci za najcięższe przestępstwa, w stosunku do których nie ma żadnych wątpliwości co do winy sprawcy. Jest przeciwnikiem wykonywania aborcji z powodów choroby (np. zespół Downa). Popiera legalizację marihuany do celów medycznych. Jest przeciwnikiem przyjęcia przez Polskę imigrantów. Popiera finansowanie zabiegów in vitro, ale w formie programów miejskich. Jest zwolennikiem szerszego dostępu do broni palnej niż ten, który jest obecnie w Polsce.

## Życie prywatne
Jest synem Ireneusza Jakiego (ur. 1963), byłego doradcy prezydenta Opola Ryszarda Zembaczyńskiego, od 2016 do 2022 prezesa Wodociągów i Kanalizacji w Opolu. Ma młodszego brata, Filipa (ur. 1998). 14 września 2013 wziął w kościele katedralnym Świętego Krzyża w Opolu ślub z Anną Kuszkiewicz. Mają syna Radosława (ur. 2014), u którego wykryto zespół Downa, i córkę Aleksandrę (ur. 2020).

## Wyróżnienia
- 10. miejsce na liście 50 najbardziej wpływowych Polaków w 2017, opublikowanej w tygodniku „Wprost”[64]
- Nagroda Polskiego Kompasu, przyznana 11 października 2017 przez „Gazetę Bankową” za „walkę z mafią reprywatyzacyjną”[65]
- Tytuł „Człowieka Roku 2017” w województwie opolskim, w plebiscycie „Nowej Trybuny Opolskiej”, za skuteczne ściąganie dużych inwestycji do regionu[66]
- 10. miejsce na liście 50 najbardziej wpływowych Polaków w 2018, opublikowanej w tygodniku „Wprost”[67]

## Publikacje
- Służba Więzienna w systemie bezpieczeństwa Rzeczypospolitej Polskiej (rozprawa doktorska), Akademia Sztuki Wojennej, Warszawa 2019.
- Tyrania postępu (współautor), Wydawnictwo Biały Kruk, Kraków 2023, ISBN 978-83-7553-373-6.